# Kabalebo (rivier)

Kabalebo

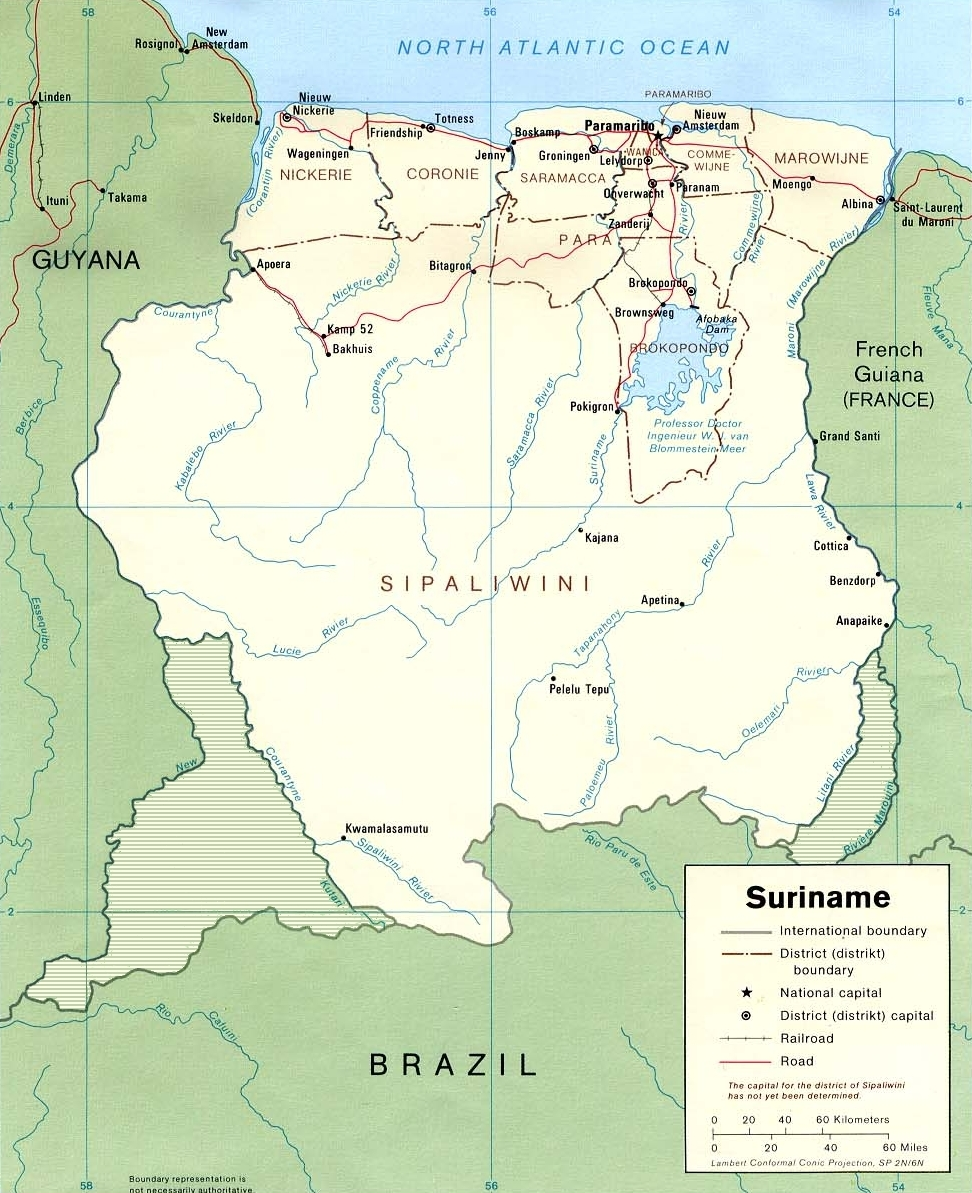
Kaart met de belangrijkste rivieren in Suriname

De Kabalebo is een rivier in het Zuid-Amerikaanse land Suriname. De bron van de Kabalebo ligt in het noordwesten van het district Sipaliwini, in het gelijknamige ressort Kabalebo, dat naar de rivier werd vernoemd. De rivier baant zich daarna in noordnoordwestelijke richting een weg door het dichte regenwoud. Uiteindelijk mondt de Kabalebo ten zuiden van het Arowakkendorp Apoera uit in de Corantijn.

## De Corantijnexpeditie 1910-1911
C.C. Käyser besloot op 15 maart 1911 tijdens deze expeditie de Kabalebo te verkennen. Hij beschrijft dat bij de mond van deze zijrivier al de getijdewerking merkbaar was en het verschil tussen eb en vloed zo'n 40 cm bedroeg. Aanvankelijk was de rivier gemakkelijk te bevaren en was er weinig stroming, maar daarna waren er drie watervallen op een rij: de Avanaverovallen, de Davidval en de zogenaamde Championvallen. Aan de voet van de laatste was er een grote zijrivier, de Dalbanakreek.

## Kabalebogebied
Het Kabalebogebied is een gebied rond de rivier Kabalebo in Suriname. Het ligt in het district Sipaliwini. De bewoners zijn voornamelijk inheemse Surinamers.
Tijdens de regeerperiode van president Henck Arron (1975-1980) bestonden er plannen om in het kader van het West-Surinameplan in het Kabalebogebied nabij de Avanaverovallen een stuwdam met een waterkrachtcentrale te bouwen voor energieopwekking. Dit Kabaleboproject moest ten behoeve komen aan de geplande mijnbouwactiviteiten in het Bakhuisgebergte. Het bleef bij plannen en het project is niet uitgevoerd. Anno 2005 raakten de mijnen te Moengo uitgeput en werd de aanleg van het stuwmeer alsnog overwogen. Vooralsnog vinden er weinig economische activiteiten in het gebied plaats, behoudens enig ecotoerisme. Het opgegeven damproject heeft een weg achtergelaten die tot aan de Avanaverovallen leidt. De nederzetting die daar in de tijd van het project gebouwd werd, is sinds de vroege jaren 1980 weer verlaten. Maar de weg verleent toegang tot petrogliefen en tot een ongerepte natuur met veel vogels en zoogdieren.